# Spektroskopia dielektryczna

Spektrum przenikalności elektrycznej ze względu na częstotliwość. Przedstawiona została część rzeczywista i urojona stałej przenikalności elektrycznej a także procesy w materii jakie na nią wpływają: jonowa i dipolowa relaksacja, atomowa i elektronowy rezonans przy wyższych częstościach. Źródło: Dielectric spectroscopy Dr. Kenneth A. Mauritz.

Spektroskopia dielektryczna oraz jej odmiana zwana spektroskopią impedacyjną to metoda spektroskopowa pozwalającą badać właściwości dielektryczne materiału w funkcji częstotliwości oraz amplitudy przyłożonego pola elektrycznego. Tym samym, umożliwia ona badanie oddziaływania zewnętrznego pola elektrycznego ze stałymi bądź indukowanymi momentami dipolowymi w badanej próbce.

## Mechanizmy polaryzacji
Istnieje kilka mechanizmów powodujących polaryzację materiału dielektrycznego. 
- polaryzacja elektronowa - związana z deformacją chmury elektronowej atomów
- polaryzacja atomowa - związana ze względnym przesunięciem środka masy ładunków w obrębie atomu
- polaryzacja jonowa - względne rozsunięcie jonów
- polaryzacja dipolowa - uporządkowanie istniejących w materiale dipoli zgodnie z kierunkiem przyłożonego pola elektrycznego

## Komplementarność
Metoda spektroskopii dielektrycznej jest komplementarna do spektroskopii NMR, nieelastycznego rozpraszania neutronów i innych technik.